# Williams FW43
La Williams FW43 è una monoposto costruita dalla scuderia Williams per partecipare al campionato mondiale di Formula 1 2020, la quale sostituisce la FW42 che aveva corso nella stagione precedente.
Seppure a livello prestazionale si sia rivelata migliore della precedente monoposto, nel corso della stagione non è riuscita a cogliere nessun punto iridato, decretando il peggiore campionato nella storia della scuderia.

## Livrea

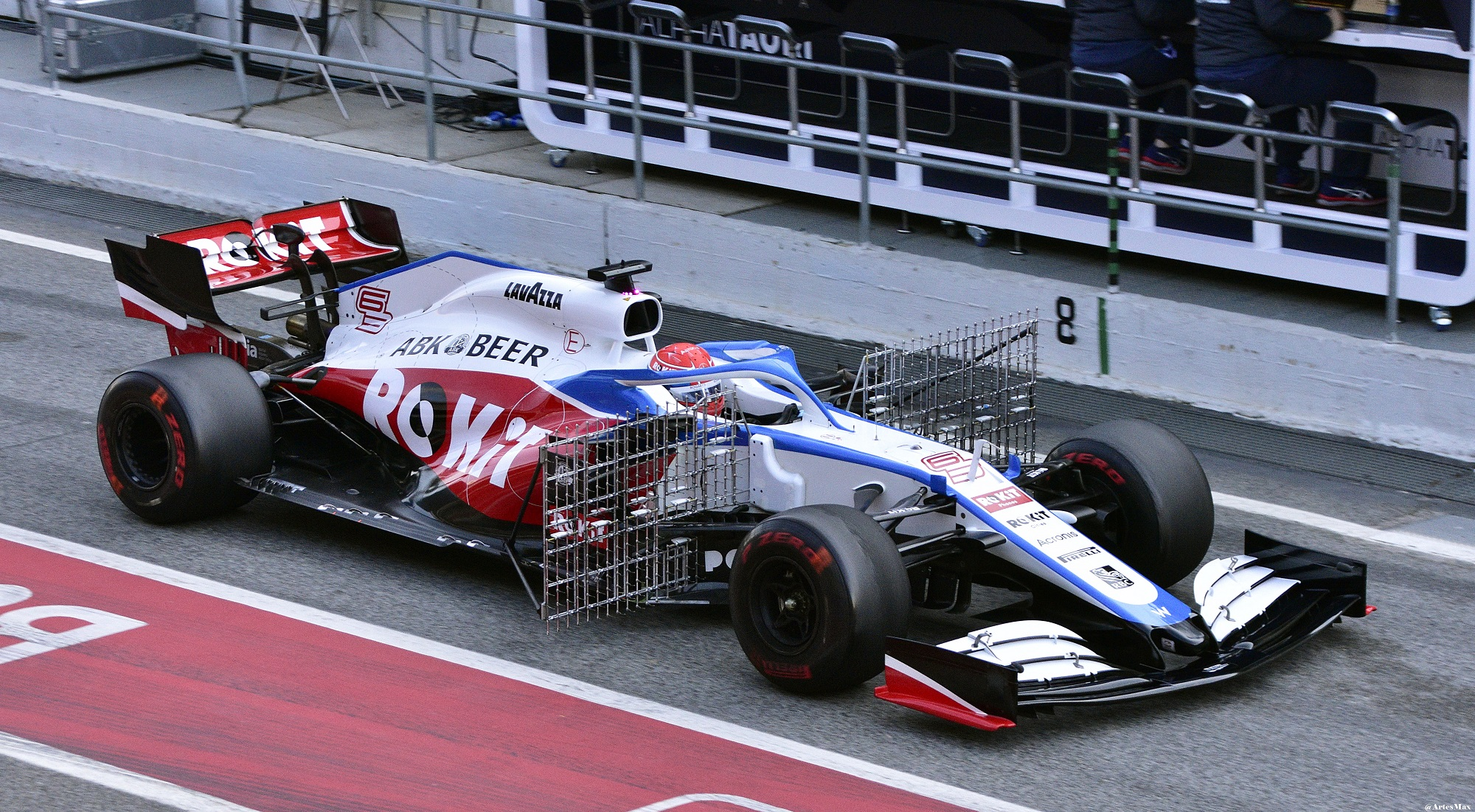
La FW43 di Russell nella pit lane di Barcellona per i test prestagionali, ancora nell'originaria livrea ROKiT e strumentata con aero rakes.

La livrea originariamente concepita per la monoposto, sfoggiata nel febbraio 2020 in occasione della presentazione ufficiale e dei successivi test prestagionali, mostrava un uso più limitato dell'azzurro rispetto alla precedente FW42, ora più intenso e presente prettamente sull'Halo. Il corpo della vettura si presentava prevalentemente bianco; grande risalto era riservato al rosso del title sponsor ROKiT, appannaggio delle pance e dell'ala posteriore, con la marginale presenza di altre sezioni in nero.
Con tali colori, la FW43 si sarebbe dovuta presentare al via del campionato, il 15 marzo 2020 a Melbourne. Tuttavia, con la sopraggiunta pandemia di COVID-19 che annulla la tappa australiana e posticipa l'inizio della stagione, nel maggio 2020 arriva frattanto lo scioglimento del contratto tra Williams e ROKiT per dissidi circa la competitività della squadra.
La livrea originaria della monoposto viene quindi rigettata in favore di una seconda versione, presentata nel giugno 2020, una settimana prima del nuovo via alla stagione, spostato a Spielberg. Tale livrea si mantiene a predominanza bianca, ma mostra ora una presenza più marcata dell'azzurro, consistente in una banda che attraversa longitudinalmente il corpo vettura oltreché colorare il profilo della pinna sul cofano motore; scompare il rosso ex ROKiT, sostituito sulle pance laterali dal nuovo main sponsor Sofina.

## Carriera agonistica

### Test
La vettura è stata presentata online il 17 febbraio 2020. A guidare la vettura durante le sei giornate di test prestagionali sono i due piloti titolari per la stagione, il riconfermato George Russell e il debuttante Nicholas Latifi, a sostituzione del partente Robert Kubica.
A Barcellona, la FW43 mostra significativi miglioramenti rispetto alla precedente FW42: la monoposto conclude 324 giri nella prima sessione dei test, rispetto agli 88 dell'anno precedente, e Russell fa registrare il migliore riscontro cronometrico per la squadra durante la prima giornata in 1'18"168, migliorando di ben 0"9 con pari mescola il tempo registrato dal britannico, sullo stesso tracciato, nelle qualifiche del Gran Premio di Spagna 2019. La seconda sessione di test vede il team concludere in totale 407 giri, dimostrando una discreta affidabilità sotto tutti i punti di vista; da segnalare la prestazione di Russell nell'ultima giornata, durante la quale fa segnare un tempo di 1'16"871 con gomme morbide C5, a circa sei decimi dal primatista Valtteri Bottas su Mercedes.

### Stagione 2020
La monoposto si dimostra un netto passo avanti rispetto alla precedente, quantomeno a livello cronometrico, e consente ai piloti di lottare con il resto del gruppo. George Russell conquista alcuni buoni risultati in qualifica, superando la prima fase eliminatoria in 7 delle prime 12 gare, mentre il suo compagno di squadra, l'esordiente Nicholas Latifi, ci riesce in un'occasione.
In gara, però, l'aumento di competitività non basta per arrivare in zona punti: i migliori risultati sono quattro undicesimi posti, tre per mano di Latifi e uno di Russell. Da segnalare l'occasione mancata a Imola dove, in regime di safety car, Russell si rende protagonista di un testacoda alle Acque Minerali che lo porta al ritiro mentre occupava la decima piazza, che avrebbe garantito un punto iridato. A Sakhir, a causa dell'indisponibilità dello stesso britannico, chiamato a sostituire in Mercedes il connazionale Lewis Hamilton, positivo al SARS-CoV-2, fa il suo debutto in Williams e contestualmente in Formula 1 Jack Aitken.
La scuderia conclude l'annata in decima e ultima posizione nel campionato costruttori, ferma a zero punti per la prima volta dall'anno d'esordio nel 1977 quando, tuttavia, la Williams non aveva partecipato come costruttore bensì con vetture March.

## Piloti
| Piloti ufficiali       | Piloti ufficiali | Piloti ufficiali |
| Nazione                | Nome             | Numero           |
| ---------------------- | ---------------- | ---------------- |
| Regno Unito (bandiera) | George Russell   | 63               |
| Regno Unito (bandiera) | Jack Aitken      | 89               |
| Canada (bandiera)      | Nicholas Latifi  | 6                |
| Piloti di riserva      |                  |                  |
| Nazione                | Nome             | Numero           |
| Israele (bandiera)     | Roy Nissany      | 40               |
| Regno Unito (bandiera) | Jamie Chadwick   | Jamie Chadwick   |
| Regno Unito (bandiera) | Dan Ticktum      | Dan Ticktum      |

## Risultati in Formula 1
| Anno | Team        | Motore   | Gomme | Piloti  |     |    |    |    |    |    |     |    |     |    |     |    |     |     |    |     |    | Punti | Pos. |
| ---- | ----------- | -------- | ----- | ------- | --- | -- | -- | -- | -- | -- | --- | -- | --- | -- | --- | -- | --- | --- | -- | --- | -- | ----- | ---- |
| 2020 | Williams F1 | Mercedes | P     | Russell | Rit | 16 | 18 | 12 | 18 | 17 | Rit | 14 | 11  | 18 | Rit | 14 | Rit | 16  | 12 |     | 15 | 0     | 10º  |
| 2020 | Williams F1 | Mercedes | P     | Aitken  |     | SP |    |    |    |    |     |    |     |    |     |    |     |     |    | 16  |    | 0     | 10º  |
| 2020 | Williams F1 | Mercedes | P     | Latifi  | 11  | 17 | 19 | 15 | 19 | 18 | 16  | 11 | Rit | 16 | 14  | 18 | 11  | Rit | 14 | Rit | 17 | 0     | 10º  |

| Legenda | 1º posto     | 2º posto | 3º posto    | A punti         | Senza punti/Non class.  | Grassetto – Pole position Corsivo – Giro più veloce |
| Legenda | Squalificato | Ritirato | Non partito | Non qualificato | Solo prove/Terzo pilota | Grassetto – Pole position Corsivo – Giro più veloce |

### Esplicative
1. ↑  La squadra viene iscritta al Gran Premio d'Australia, poi annullato a causa della pandemia di COVID-19, come "ROKiT Williams Racing";[1] dal Gran Premio d'Austria fino al Gran Premio di Abu Dhabi, a causa della sopraggiunta cessazione dell'accordo con il title sponsor ROKiT, il team viene iscritto in gara come "Williams Racing".[2]

### Bibliografiche
1. ↑  (EN) 2020 Australian Grand Prix – Entry List (PDF), su fia.com, 12 marzo 2020. URL consultato il 29 maggio 2020.
2. 1 2   Giacomo Rauli, Williams: il team in vendita. Intanto perde lo sponsor ROKiT, su it.motorsport.com, 29 maggio 2020.
3. 1 2   Nuovi sponsor e nuova livrea: ecco la Williams FW43, su motorbox.com, 17 febbraio 2020.
4. ↑   Giacomo Rauli, F1: Williams svela la nuova livrea 2020 dopo l'addio di ROKiT, su it.motorsport.com, 26 giugno 2020. URL consultato il 26 giugno 2020 (archiviato dall'url originale il 29 giugno 2020).
5. ↑   Svelata la nuova Williams, su gazzetta.it, 17 febbraio 2020. URL consultato il 17 febbraio 2020 (archiviato dall'url originale il 17 febbraio 2020).
6. ↑   Giacomo Rauli, Test Barcellona, Day 1: Mercedes ruggisce. Ferrari si nasconde, su it.motorsport.com, 19 febbraio 2020. URL consultato il 19 febbraio 2020.
7. ↑   Test F1 Barcellona 2020: tempi e giri Day6, su motorbox.com, 28 febbraio 2020.
8. ↑  (EN) 2020 Emilia Romagna Grand Prix: Russell crashes behind Safety Car, su formula1.com, 1º novembre 2020.
9. ↑   Federica Coglio, Russell: “L’incidente ad Imola è stato un grave errore”, su f1world.it, 2 novembre 2020.
10. ↑   Giacomo Rauli, Mercedes: Russell al posto di Hamilton al GP di Sakhir!, su it.motorsport.com, 2 dicembre 2020.
11. ↑   Giacomo Rauli, F1, clamoroso: Lewis Hamilton positivo al COVID-19, su it.motorsport.com, 1º dicembre 2020.
12. ↑   Giacomo Rauli, Williams: è Jack Aitken il sostituto di Russell al GP di Sakhir, su it.motorsport.com, 2 dicembre 2020.